# NK Zavrč
Nogometni Klub Zavrč (tiếng Việt: Câu lạc bộ bóng đá Zavrč), thường hay gọi NK Zavrč hoặc đơn giản Zavrč là một câu lạc bộ bóng đá Slovenia đến từ Zavrč. Câu lạc bộ được thành lập năm 1969 với tên gọi NK Bratstvo Zavrč.

## Sân vận động
Công viên Thể thao Zavrč, hay Sân vận động Zavrč, nằm ở Zavrč. Sân vận động có thể tổ chức các trận đấu vào buổi tối nhờ dàn đèn được lắp đặt vào tháng 5 năm 2012. Năm 2013 sân vận động hoàn toàn được cải tạo với việc phá hủy khán đài cũ và một khán đài chính mới được xây dựng, mở cửa vào năm 2015. Khán đài có sức chứa 962 người.

## Danh hiệu
- Giải bóng đá hạng nhì quốc gia Slovenia: 1

2012-13
- Giải bóng đá hạng ba quốc gia Slovenia: 3

2004-05, 2006-07, 2011-12
- Giải bóng đá hạng tư quốc gia Slovenia: 2

2003-04, 2010-11
- Giải bóng đá hạng năm quốc gia Slovenia: 2

2001-02, 2009-10
- Giải bóng đá hạng sáu quốc gia Slovenia: 1

2008-09
- MNZ Ptuj Cup: 6

2003-04, 2005-06, 2007-08, 2010-11, 2011-12, 2012-13

## Lịch sử giải đấu kể từ năm 1991
| Mùa giải  | Giải vô địch                                                        | Thứ hạng                                                            |
| --------- | ------------------------------------------------------------------- | ------------------------------------------------------------------- |
| 1991-98   | Không tham gia giải đấu nào; câu lạc bộ không hoạt động từ năm 1985 | Không tham gia giải đấu nào; câu lạc bộ không hoạt động từ năm 1985 |
| 1998-99   | MNZ Ptuj 2. Class (cấp độ 5)                                        | thứ 8                                                               |
| 1999-2000 | MNZ Ptuj 2. Class (cấp độ 5)                                        | thứ 8                                                               |
| 2000-01   | MNZ Ptuj 2. Class (cấp độ 5)                                        | thứ 10                                                              |
| 2001-02   | MNZ Ptuj 2. Class (cấp độ 5)                                        | thứ 1                                                               |
| 2002-03   | MNZ Ptuj 1. Class (cấp độ 4)                                        | thứ 4                                                               |
| 2003-04   | MNZ Ptuj 1. Class (cấp độ 4)                                        | thứ 1                                                               |
| 2004-05   | 3. SNL - Đông                                                       | thứ 1                                                               |
| 2005-06   | 3. SNL - Đông                                                       | thứ 6                                                               |
| 2006-07   | 3. SNL - Đông                                                       | thứ 1                                                               |
| 2007-08   | 2. SNL                                                              | thứ 7                                                               |
| 2008-09   | MNZ Ptuj 2. Class (cấp độ 6)                                        | thứ 1                                                               |
| 2009-10   | MNZ Ptuj 1. Class (cấp độ 5)                                        | thứ 1                                                               |
| 2010-11   | Styrian League (cấp độ 4)                                           | thứ 1                                                               |
| 2011-12   | 3. SNL - Đông                                                       | thứ 1                                                               |
| 2012-13   | 2. SNL                                                              | thứ 1                                                               |
| 2013-14   | 1. SNL                                                              | thứ 5                                                               |
| 2014-15   | 1. SNL                                                              | thứ 5                                                               |
| 2015-16   | 1. SNL                                                              | thứ 9                                                               |
| 2016-17   | 2. SNL                                                              | thứ 10                                                              |

1. ↑  Declined promotion to the Giải bóng đá hạng nhì quốc gia Slovenia.
2. ↑  Withdrew from the league after the season.[16]
3. ↑  Won relegation play-off, but was unable to obtain a licence for 1. SNL.
4. ↑  Withdrew from the league after 12 rounds.[20][21]